# Ctenophthalmus caballeroi
Ctenophthalmus caballeroi är en loppart som beskrevs av Barrera et Machado 1960. Ctenophthalmus caballeroi ingår i släktet Ctenophthalmus och familjen mullvadsloppor. Inga underarter finns listade i Catalogue of Life.